# Rudy Ford
Johnathan Ford (Big Cove, Alabama, 1 de noviembre de 1994) más conocido como Rudy Ford, es un jugador profesional estadounidense de fútbol americano que se desempeña en la posición de agente librePackers, equipo de la National Football League (NFL).

## Carrera
Fue seleccionado en la sexta ronda en la Reunión Anual de Selección de Jugadores de la NFL de 2017. Hizo su debut profesional con el equipo Arizona Cardinals, en el cual jugó dos temporadas (2017-2019), después pasó a Philadelphia Eagles (2019-2021), posteriormente a Jacksonville Jaguars (2021-2022), luego a Green Bay Packers, donde lleva jugando dos temporadas.